# Simonestus pseudobulbulus
Simonestus pseudobulbulus är en spindelart som först beskrevs av Lodovico di Caporiacco 1938.  Simonestus pseudobulbulus ingår i släktet Simonestus och familjen flinkspindlar.
Artens utbredningsområde är Guatemala. Inga underarter finns listade i Catalogue of Life.